# 列宁区

莫斯科州列宁区

列宁区（俄语：Ле́нинский райо́н），俄罗斯联邦莫斯科州36区之一，位于莫斯科州中部，莫斯科市以南。总面积202.83平方公里，总人口172,171（2010年）。行政中心位于维德诺耶，佔該區總人口33.0%。